# Myotis schaubi
Myotis schaubi là một loài động vật có vú trong họ Dơi muỗi, bộ Dơi. Loài này được Kormos mô tả năm 1934.